# Simpang Tanah Lapang
Simpang Tanah Lapang is een bestuurslaag in het regentschap Kuantan Singingi van de provincie Riau, Indonesië. Simpang Tanah Lapang telt 951 inwoners (volkstelling 2010).